# Dichaetophora plana
Dichaetophora plana är en tvåvingeart som först beskrevs av Bock 1982.  Dichaetophora plana ingår i släktet Dichaetophora och familjen daggflugor. Inga underarter finns listade i Catalogue of Life.